# دهستان هیللی
دهستان هیللی (به لاتین: Hilley Gewog) یک دهستان در کشور بوتان است که در ناحیهٔ سرپانگ واقع شده‌است.